# Incredibox
Incredibox — музыкальная битбокс-игра и веб-сайт, разработанные и изданные французской компанией So Far So Good (SFSG). Геймплей заключается в перетаскивании иконок, хранящих в себе определённые музыкальные отрывки, на персонажей, получая таким образом разные композиции. Игрок может найти комбинации, чтобы разблокировать анимированные бонусы («припевы»), а также записывать миксы, чтобы участвовать в рейтинге. Также доступен автоматический режим, генерирующий композицию случайным образом.

## История разработки
В 2009 году команда из трёх человек — композитора и певца Пола Мальбюра (фр. Paul Malburet, также известного под псевдонимом Incredible Polo), программиста Аллана Дюрана (фр. Allan Durand) и дизайнера Романа Деламбили (фр. Romain Delambily) — решила создать интерактивное музыкальное веб-приложение, чтобы объединить свои творческие навыки. Уже через год после релиза версии 1.0 игра, получившая название «Incredibox», получила признание среди большого количества пользователей и множество положительных отзывов.
В 2011 году Аллан, Роман и Пол основали компанию So Far So Good, чтобы сосредоточиться на дальнейшем развитии своего продукта, сделав его «профессиональным» (как позже признался Аллан в видеоинтервью), а также работать над другими мультимедиа-проектами. В течение последних трёх лет (с 2012 по 2014 год) компания обновляла свой веб-сайт, выпустив три новых версии: «Little Miss», «Sunrise» и «The Love», каждая из которых имела уникальные звуки и дизайны персонажей, а также новые функции: запись собственных миксов, позволяющая делиться ими с другими пользователями, и автоматический режим, генерирующий случайную мелодию.
В 2016 году So Far So Good выпустили Incredibox в качестве приложения для мобильных устройств на платформе iOS, куда позже вошёл новый стиль под названием «Brazil». 15 декабря 2017 года игра была портирована на Android и стала доступна в магазине приложений Google Play, а 5 марта 2018 года состоялся релиз версии 6.0 «Alive». В том же 2018 году команда переиздала версию 1.0, добавив в неё новые звуки и перезаписав старые. 15 ноября 2018 года вышла настольная версия игры для MacOS, а 5 декабря — для Windows.
18 марта 2019 был обновлён интерфейс веб-сайта Incredibox: он получил то же графическое оформление, что и мобильная версия, однако из шести выпущенных версий доступны только четыре (в качестве демоверсии) — «Alpha», «Little Miss», «Sunrise» и «The Love». 24 июня в приложение была добавлена новая эксклюзивная версия под названием «Jeevan».
20 сентября 2019 года So Far So Good выпустили музыкальный альбом, посвящённый 10-летию с момента выхода первой версии Incredibox — «Incredibox: 10th Anniversary», включивший в себя ремиксы всех семи версий игры. Коллекционные виниловые пластинки с альбомом были выпущены 25 ноября того же года в ограниченном тираже, а 11 декабря в продажу поступили CD-диски.
1 декабря 2020 года вышла восьмая версия — «Dystopia». 10 марта 2021 года разработчики выпустили ремикс восьмой версии, подобно трекам из альбома «10th Anniversary», а 30 апреля того же года опубликовали на официальном YouTube-канале короткометражный фильм по Dystopia, составленный из всех трёх анимированных бонусов.
11 мая 2021 года игра официально выходит на площадке Steam. Версия в Steam идентична версии на Android и iOS, и в настоящий момент продаётся там за 154 рубля.
В августе 2024 года вышел мод «Sprunki» в жанре хоррор.
Игра стала запрещена из-за популярности её мода «Sprunki» в августе 2025 года.

## Музыкальные стили

### V1: The Original / Alpha
Первая версия Incredibox (известная как «The Original») была выпущена 16 августа 2009 года и была задумана как браузерная flash-игра. 26 июня 2018 года разработчики обновили V1, переименовав её в «Alpha», и выпустили на веб-сайте Incredibox, а 26 сентября добавили её в приложения. Оригинальная флеш-версия была позже перезалита на сайт в качестве бонуса.
Есть некоторые различия между оригинальной и обновлённой версией. В The Original присутствовало 14 зацикленных звуковых фрагментов, поделённых на 5 категорий («Instruments» и «Percussions» — по 3 звука, «Effects» — 4, «Chorus» и «Voices» — по 2); анимированные бонусы открываются не при определённой комбинации, а случайным образом. В последующих версиях количество категорий уменьшилось до 4 — «биты» (ударные), «эффекты», «мелодии» и «вокал» (каждая по 5 фрагментов, итого — 20), в связи с чем в Alpha, помимо переозвученных старых, появилось 6 новых звуков. Кроме того, были перерисованы персонажи: в то время как в The Original маскот игры (внешность которого была списана с Пола Мальбюра) был с короткой стрижкой и в футболке, в новых версиях и в Alpha он по умолчанию раздет, его причёска стала длиннее, а мимика — плавной. Стоит отметить, что V1 — единственная версия, где маскот не появляется в бонусах.

### V2: Little Miss
«Little Miss» — это второй музыкальный стиль, выпущенный на сайте Incredibox в марте 2012 года и вдохновлённый хип-хопом. Эта версия сохранила монохроматическую цветовую схему, как в 1.0, но внесла некоторые существенные изменения в игру — в частности, уникальный дизайн одежды для каждого персонажа (в 1.0 они отличаются друг от друга только символом на футболке).

### V3: Sunrise
«Sunrise» (с англ. — «Восход») — третий музыкальный стиль, выпущенный 26 октября 2013 года и вдохновлённый электропопом. Это первая версия в игре, в которой представлены цвета для одежды. В одежде некоторых персонажей присутствуют элементы, связанные с североамериканской культурой (вестерны, культура индейцев и т. д.). Также, в этом стиле видеобонусы являются одними из самых длинных за игру.

### V4: The Love
«The Love» (с англ. — «Любовь») — четвёртый музыкальный стиль, выпущенный 13 ноября 2014 года. Тема была вдохновлена французским хаусом.

### V5: Brazil
«Brazil» — пятый музыкальный стиль, выпущенный исключительно для приложений 26 мая 2016 года. Тема была вдохновлена бразильской музыкой, бонусы также исполняются на бразильском португальском языке.

### V6: Alive
«Alive» (с англ. — «Живой») — шестой музыкальный стиль, выпущенный исключительно для приложений 5 марта 2018 года. Тема была в значительной степени вдохновлена японской музыкой; у большинства персонажей в одежде присутствуют элементы, связанные с японской культурой.

### V7: Jeevan
«Jeevan» (с хинди — «Жизнь») — седьмой музыкальный стиль, выпущенный исключительно для приложений 25 июня 2019 года. Тема и дизайн персонажей были вдохновлены индийской культурой, бонусы исполняются на хинди.

### V8: Dystopia
«Dystopia» (с англ. — «Антиутопия») — восьмой музыкальный стиль, выпущенный для приложений 1 декабря 2020 года. Впервые о работе над новой версией было объявлено в Twitter летом того же года, а официальный трейлер был опубликован на YouTube-канале игры 3 ноября. Дизайн персонажей вдохновлён киберпанком.

### V9: Wekiddy
23 декабря 2022 года на официальном YouTube-канале был представлен тизер следующего музыкального стиля, вышедшего 29 апреля 2023 года (для ПК) и получившего название «Wekiddy» (вероятно, от англ. wicked — жарг. «озорной, классный, крутой», т. к. это слово было замечено среди хештегов под постом в Твиттере).
Девятый стиль вдохновлён хип-хопом и рэпом, в дизайне маскотов присутствуют элементы, связанные с культурой 1990-х годов (аркадный автомат, игрушка «Фёрби» и т. п.). Кроме того, у некоторых персонажей, помимо одежды, изменён также и стиль причёски, а иконки окрашены в хаотичном порядке (в духе граффити) — впервые за всё время разработки игры.

## Партнёрские отношения
- В июле 2014 года Incredibox заключила партнёрское соглашение с брендом мужского парфюма AXE[англ.] по продвижению AXE Boat Festival во Франции, создав эксклюзивную версию игры под названием MixForPeace[11]. Звуки и некоторые элементы дизайна кампании были позже использованы в The Love.
- В марте 2017 года разработчики заключили ещё одно соглашение — с брендом M&M’s, создав версию под названием Bite-Size Beats. В качестве битбоксеров выступали шесть оригинальных персонажей M&M’s, у каждого по одному звуковому фрагменту из четырёх категорий (итого — 24 звука). Пользовательские миксы, созданные в этой версии, транслировались в качестве рекламы по телевидению[12]. В августе того же года в сотрудничество вступила певица Jessie J для продвижения своего нового сингла «Real Deal» (впоследствии вошедшего в альбом R.O.S.E.), отрывок из которого был добавлен в Bite-Size Beats в качестве анимированного бонуса[13]. В 2018 году данная рекламная кампания была номинирована на премию Webby Awards[14].

## Награды
- AASL (Американская ассоциация школьных библиотекарей) — лучшее приложение для преподавания и обучения 2018 года — июнь 2018 года.
- FWA (Favorite Website Awards) — игра дня для мобильных телефонов — май 2016 года.
- Премия Shenzen Design Awards для молодых талантов — премия за заслуги — сентябрь 2013 года.
- The Lovie Awards — бронзовая премия People’s Lovie Award — ноябрь 2010 года.
- The Dope Awards — веб-премия — сентябрь 2009 года.
- The Design Licks — сайт дня — сентябрь 2009 года.
- FWA (Favorite Website Awards) — веб-сайт дня — сентябрь 2009 года.